# 地方制度法
《地方制度法》（簡稱：地制法），為中華民國之一部實體法，主要依據《中華民國憲法》及《中華民國憲法增修條文》授予地方政府自治權限，規範地方自治事項、權利義務、政府組成、中央政府與地方政府之關係、各級地方政府間之關係等事宜。

## 沿革
1999年1月13日，制定《地方制度法》全文88條。同年1月25日，總統令公布施行。
2005年5月27日，修正第57條。同年6月22日，總統令公布施行。
2005年11月8日，修正第26條。同月30日，總統令公布施行。
2005年11月22日，修正第56條。同年12月14日，總統令公布施行。
2007年5月4日，修正第4、7條。同月23日，總統令公布施行。
2007年6月14日，修正第9、88條。2007年6月15日，修正第56、62條。同年7月11日，總統令公布施行，其中第9、88條自該年1月1日施行。
2009年4月3日，修正第7條，增訂第7之1、7之2、87之1至87之3條。同月15日，總統令公布施行。
2009年5月12日，修正第79、88條。同月27日，總統令公布，並自同年11月23日施行。
2010年1月18日，修正第21、33、48、55、58條。增訂第7之3、24之1至24之3、40之1、58之1、83之1條。同年2月3日，總統令公布施行。
2014年1月14日，增訂第83之2至83之8條，刪除第22條，修正第6、27、45、55至57、62,、77、82、83、87、88條，增訂第4章之1章名。同月29日，總統令公布施行；其中第4章之1及第87條令於同年5月28日由行政院令公布施行。
2015年1月23日，修正第79條。同年2月4日，總統令公布施行。
2015年5月29日，修正第4條。同年6月17日，總統令公布施行。
2016年5月27日，修正第44、46條。同年6月22日，總統令公布施行。
2022年5月25日，修正第57、78、82 條，總統令公布施行。
2024年8月7日，修正第33條，總統令公布施行。